# Bruno Montelongo
Bruno Montelongo Genta (Montevideo, Uruguay; 12 de setiembre de 1987) es un futbolista uruguayo que se desempeña como defensa o mediocampista en Oriental de La Paz de la Primera División Amateur de Uruguay.

## Clubes
| Club             | País    | Año         | PJ | Goles |
| ---------------- | ------- | ----------- | -- | ----- |
| River Plate      | Uruguay | 2007-2010   | 57 | 10    |
| Milan (cedido)   | Italia  | 2010        | 0  | 0     |
| Bologna (cedido) | Italia  | 2011        | 0  | 0     |
| Peñarol (cedido) | Uruguay | 2011        | 3  | 2     |
| River Plate      | Uruguay | 2012 - 2016 | 79 | 20    |
| Extremadura      | España  | 2017        | 13 | 3     |
| Córdoba CF       | España  | 2018        | 0  | 0     |
| Xerez CD         | España  | 2018        | 0  | 0     |
| Fénix            | Uruguay | 2019        | 4  | 0     |
| Rampla Juniors   | Uruguay | 2020        | 1  | 0     |
| Oriental         | Uruguay | 2023        | ?  | ?     |
| Villa Española   | Uruguay | 2024        | ?  | ?     |

### Participación en la Selección
| Mundial                     | Sede   | Resultado        | Partidos | Goles | Asistencias |
| --------------------------- | ------ | ---------------- | -------- | ----- | ----------- |
| Copa Mundial Sub-20 de 2007 | Canadá | Octavos de final | 3        | 0     | 0           |

## Palmarés

### Campeonatos nacionales
| Título  | Club  | País   | Año  |
| ------- | ----- | ------ | ---- |
| Serie A | Milan | Italia | 2011 |